# Abbaye de Cuissy
L'abbaye Notre-Dame de Cuissy est une ancienne abbaye régulière et réformée de l'ordre des Prémontrés, située à Cuissy-et-Geny, près de Laon, dans le département de l'Aisne.

## Histoire

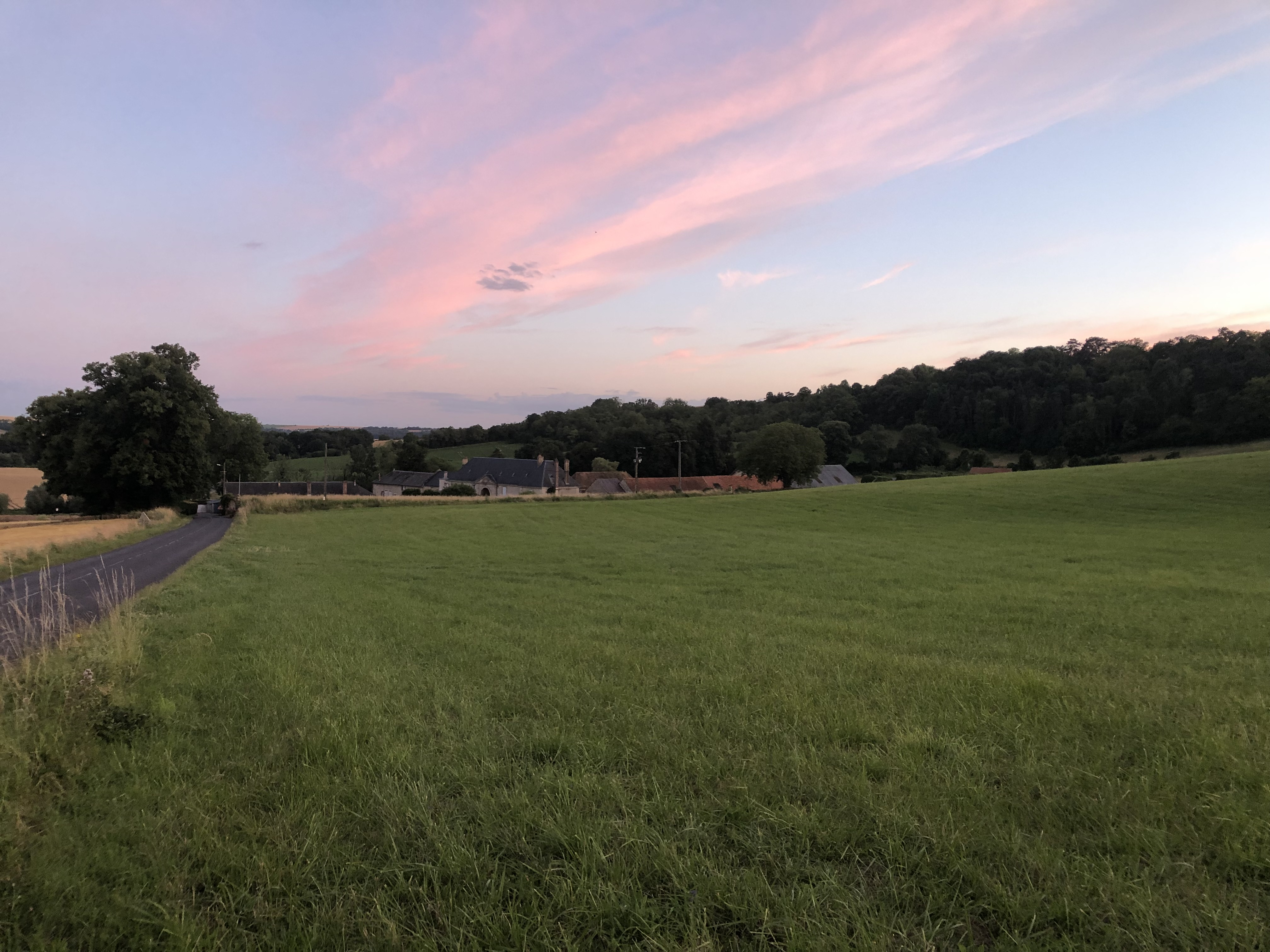
Vue du site de l'abbaye de Cuissy dans la vallée de la Noblaine.

Elle est fondée au XIIe siècle, lorsque Luc de Ronci, doyen de l'église de Laon, s'y retira avec plusieurs disciples. Ils s'installèrent sur des terres de la vallée de la Misère qui avaient été données par le couple Gauthier de Jumigny et Ermengarde de Roucy en 1122. Cette petite assemblée était déjà depuis 1115 en retraite dans cet endroit.
Quelques années plus tard, ils entrèrent tous dans l'ordre des chanoines réguliers de Prémontré que saint Norbert venait de fonder. Le monastère fut érigé en abbaye en 1124.
Elle a été abandonnée pendant la Révolution française. Certains éléments, construits aux XVIIe et XVIIIe siècles, sont inscrits monument historique depuis 1928.

## Abbés
d'après la Gallia Christiana

### Abbés réguliers
- 1174 : Hugues II, devient  général de l'ordre de Prémontré en 1174
- 1217 : Pierre, chanoine d'Orchie de Braîne, puis abbé de l'abbaye de Val-Secret, transféré à Cuissy en 1217.
- 1245 : Jean de Cergès, donne cette année là son accord pour la fondation de l'abbaye Sainte-Élisabeth de Genlis à cause de son droit de patronage.

### Abbés commendataires
- XVIe siècle : en 1558, Jean de Vendôme est abbé de Cuissy. Il ferme de bons murs le grand enclos de vignes. Son parent le prince de Condé épargne à l'abbaye les désastres des guerres civiles qui ravageaient le pays[5].
- XVIe siècle : François de Castelnau, frère du diplomate Michel de Castelnau de la Mauvissière, est le 54e abbé de Cuissy. Il n'a pas les appuis de son prédécesseur et se voit contraint en 1573 d'aliéner une partie du temporel de l'abbaye, afin de pouvoir subvenir à l'entretien de sa communauté et de satisfaire aux impôts de guerre réclamés par le roi[5].
- XVIe siècle : l'abbé Anne-Michel de Castelnau petit-neveu du précédent[6], et donc cousin éloigné du maréchal de France Jacques de Castelnau-Bochetel, réforme l'abbaye en 1641. L'abbaye entre alors dans la communauté de l'Antique Rigueur de Prémontré gouvernée par Sainte-Marie Majeure de Pont-à-Mousson[5]. Il est plutôt connu dans les documents du temps comme l'abbé de Cussy, et non Cuissy.

## Patronage et dîme

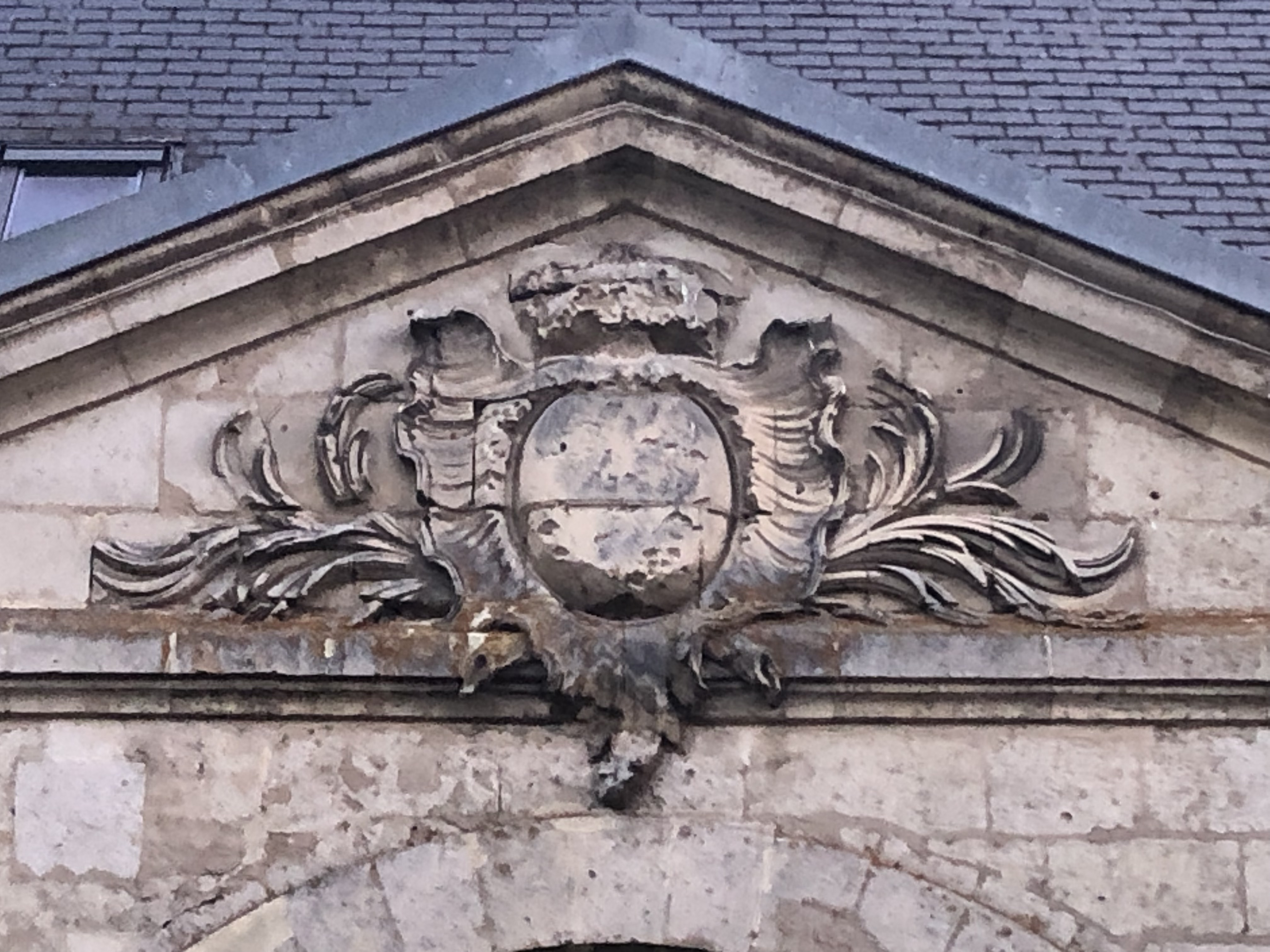
Armoiries buchées de l'ordre de Prémontré sur le fronton de la porterie.

L'abbé du monastère de Cuissy avait le patronage, possibilité de présenter à l'évêque, pour qu'il l'ordonne, le desservant d'une église, de la cure de Dizy et de la cure de La Ville-aux-Bois-lès-Dizy et y recevait la dîme.

## Caractéristiques
Il reste de cette abbaye un colombier, une porte monumentale, un pavillon des XVIIe et XVIIIe siècles